# Castell de Mur
Castell de Mur ist eine katalanische Gemeinde (municipio) mit 170 Einwohnern (Stand: 2024) in der Provinz Lleida im Nordosten Spaniens. Sie liegt in der Comarca Noguera.
Die Gemeinde Castell de Mur besteht aus den Ortschaften Celles, Collmorter, Guardia de Tremp, Meull, Puigmansana, Santa Lucía de Mur und Villamolat de Mur. 1970 wurden die früheren Gemeinden Mur und Guardia de Tremp zusammengeschlossen. Der Verwaltungssitz der heutigen Gemeinde befindet sich in Guardia de Tremp. Die Ortschaften Meüll und Puigmansana sind Wüstungen.

## Geographische Lage
Castell de Mur liegt etwa 52 Kilometer nordnordöstlich von Lleida in einer Höhe von ca. 530 m. Der Noguera Pallaresa begrenzt die Gemeinde im Osten.

## Bevölkerungsentwicklung
| Jahr      | 1981 | 1991 | 2001 | 2011 | 2021 |
| Einwohner | 200  | 143  | 149  | 186  | 169  |

## Sehenswürdigkeiten
- Burgruine von Guàrdia
- Burgreste von Meull
- Burganlage von Mur
- Klosterruine Santa Maria de Castell de Mur
- Marienkirche von Guardia de Tremp
- Marienkirche in Cellers
- Luzienkirche

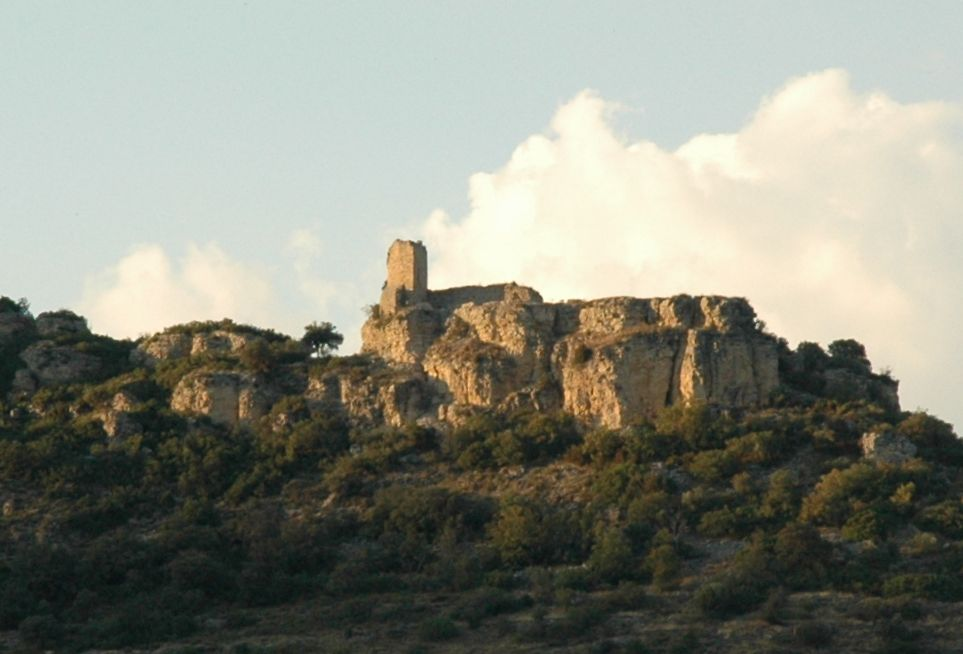
Burgruine von Guàrdia
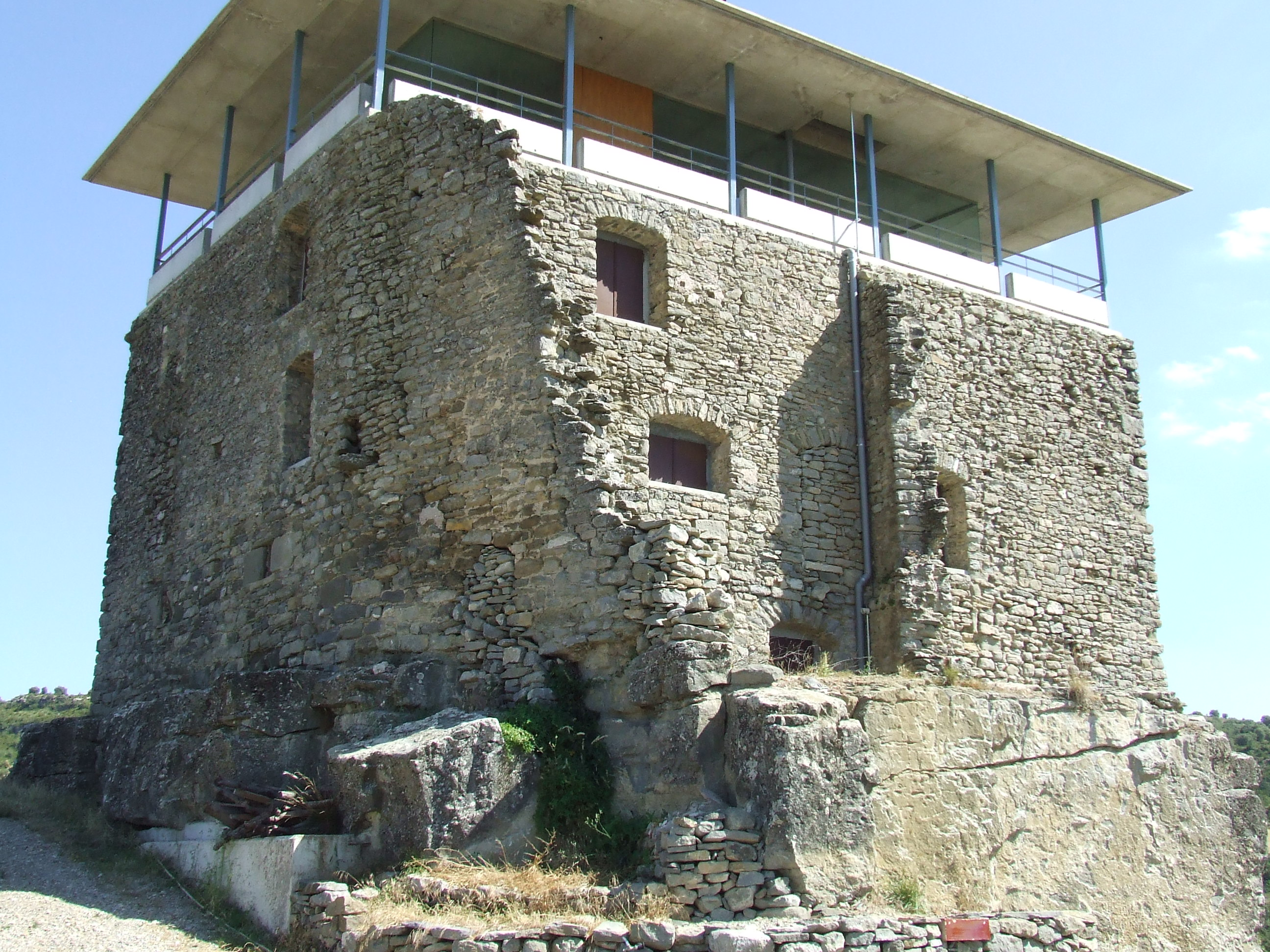
Reste der Burg von Meull
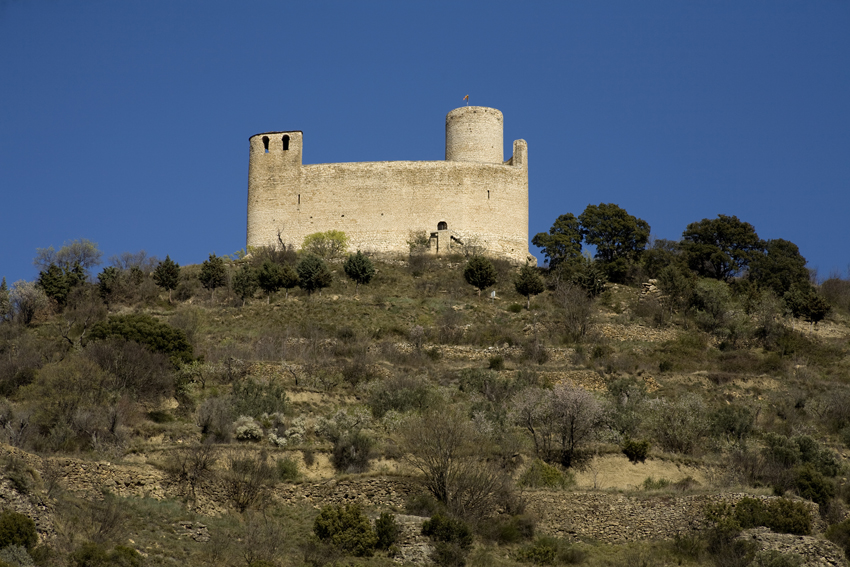
Burganlage von Mur
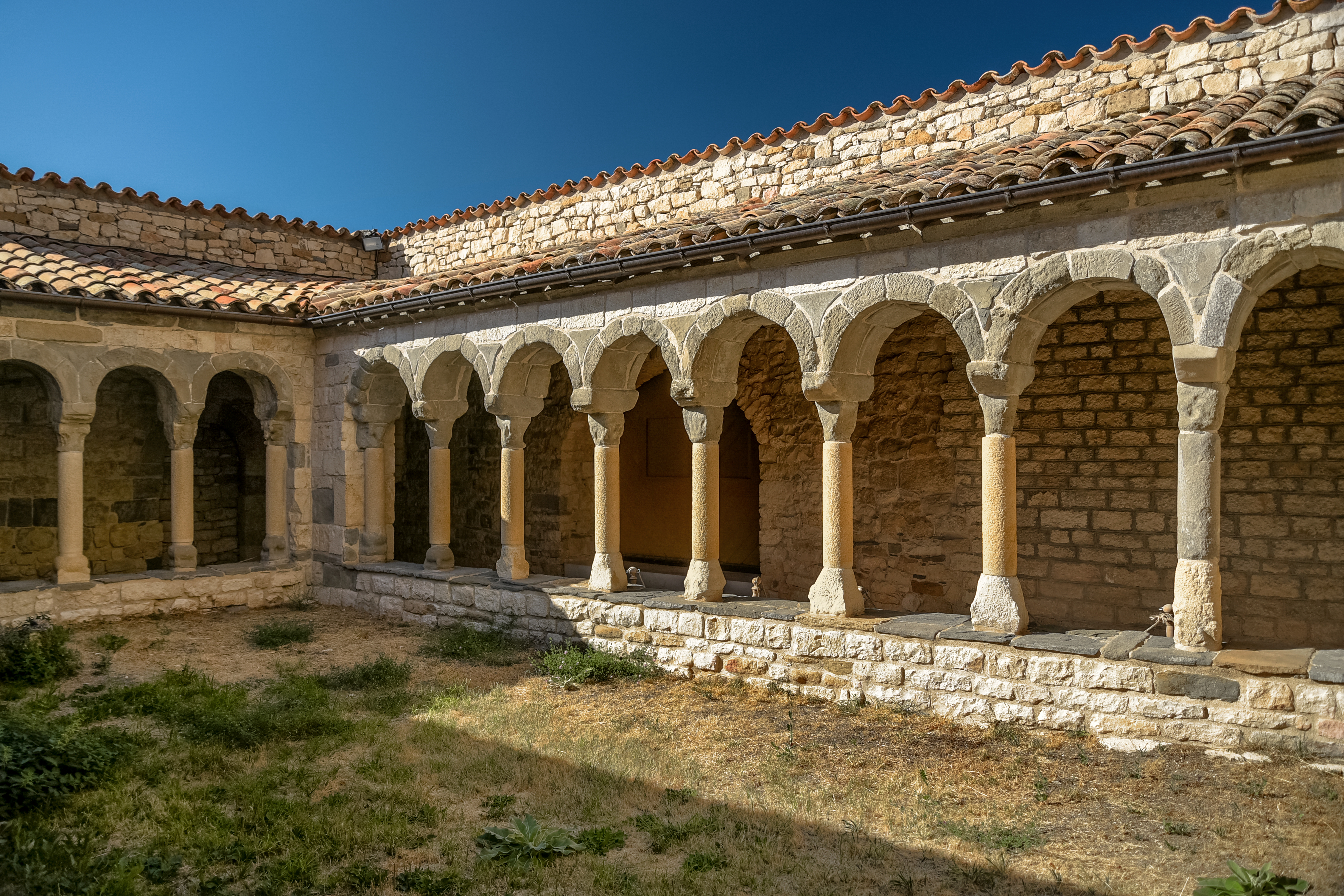
Klosterruine
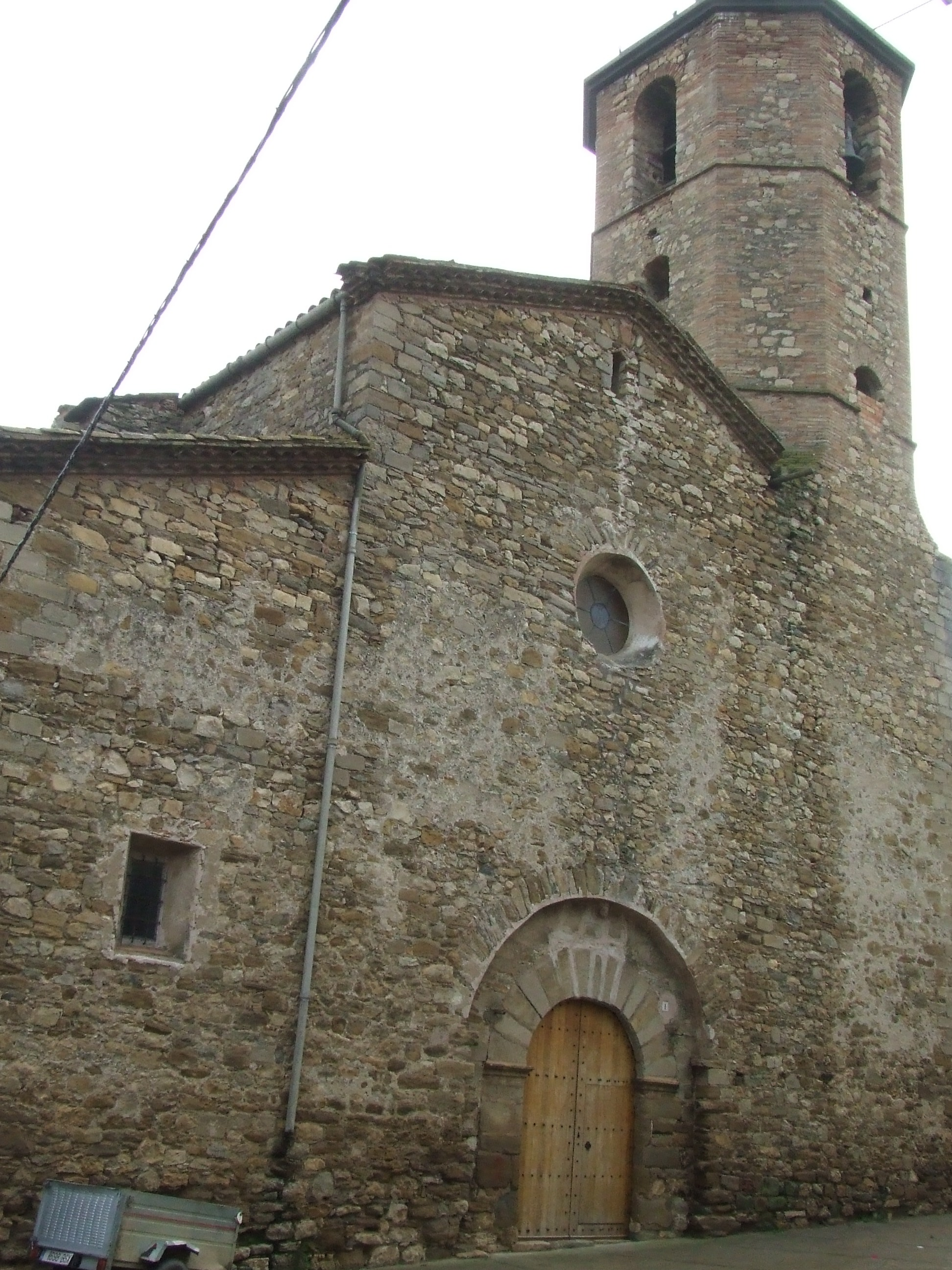
Marienkirche in Guardia
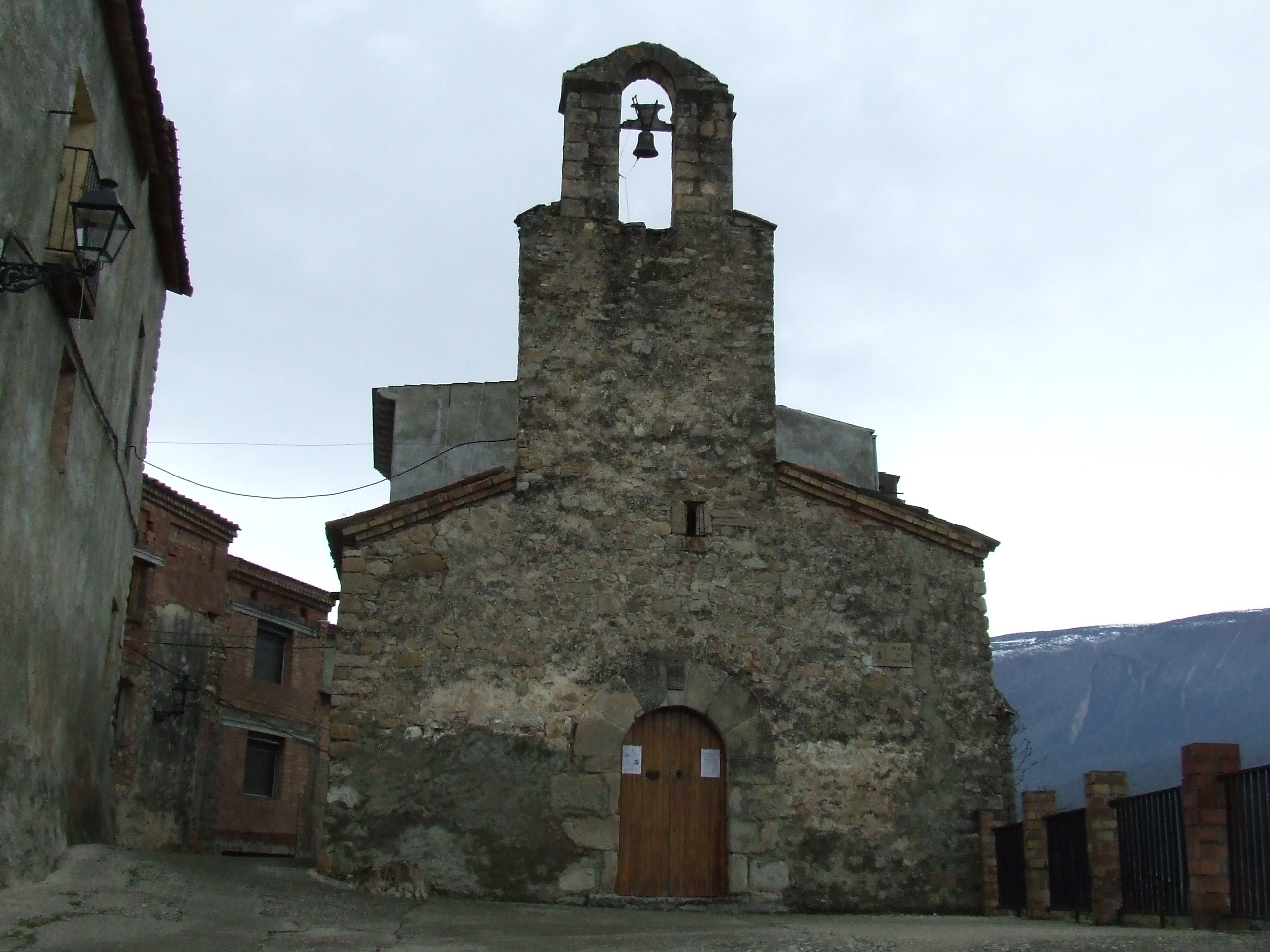
Marienkirche in Cellers
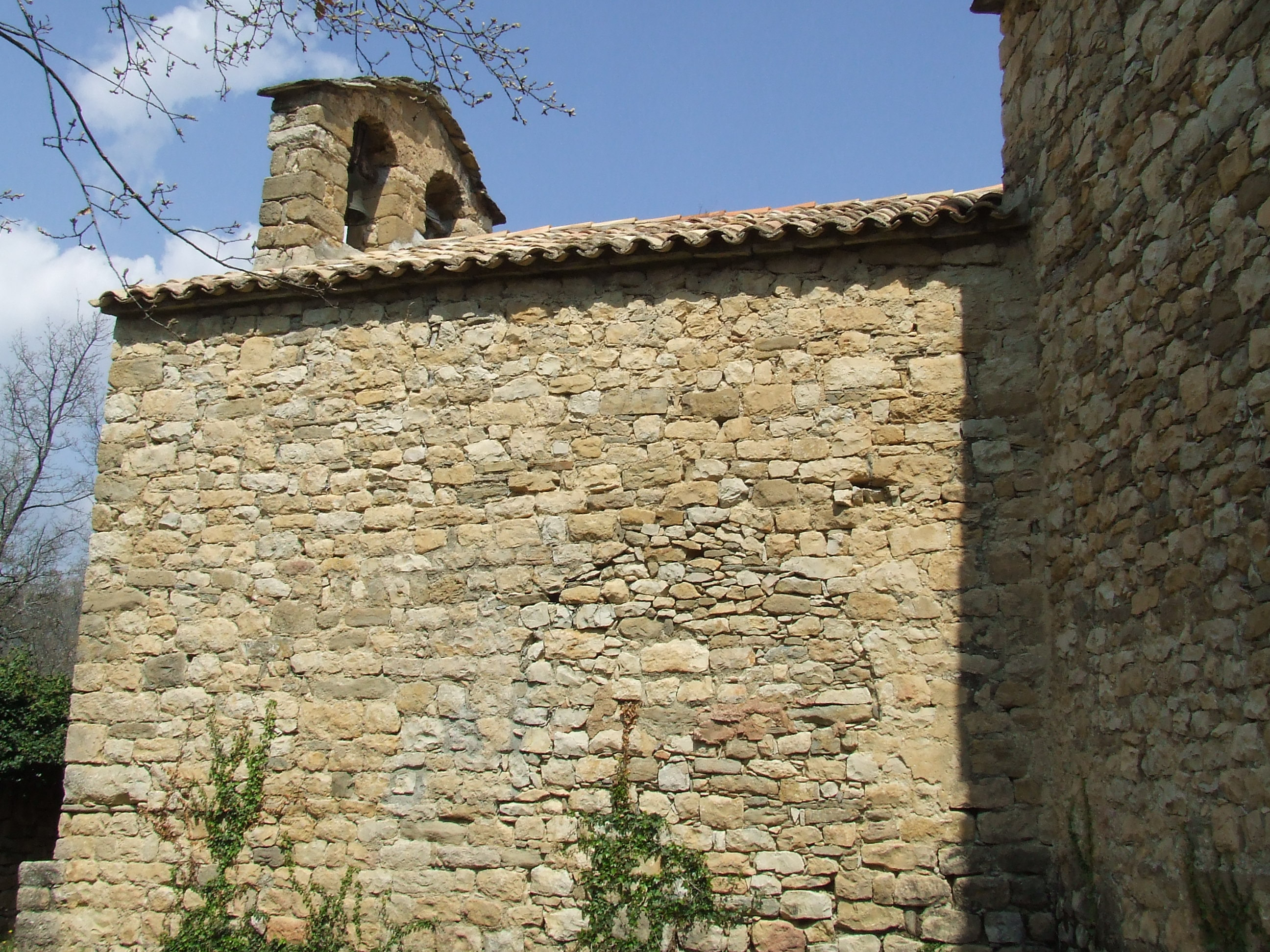
Luzienkirche